# Oulimnius troglodytes
Oulimnius troglodytes är en skalbaggsart som först beskrevs av Leonard Gyllenhaal 1827.  Oulimnius troglodytes ingår i släktet Oulimnius, och familjen bäckbaggar. Arten är reproducerande i Sverige.